# Ossi Sunell
Ossi Juhani Sunell, född 10 januari 1930 i Helsingfors, död där 28 maj 2021, var en finländsk diplomat.
Sunell inträdde i utrikesministeriets tjänst 1955 efter att han avlagt politices kandidat-examen. Från attachéposter i Stockholm 1957 och Paris, där han avancerade till legationssekreterare 1959–1962, blev han konsul vid handelsrepresentationen i Köln 1964–1967. Efter tjänstgöring i hemlandet som byråchef och biträdande avdelningschef utnämndes han 1972 till ambassadör i Algeriet och sidoackrediterad i Tunisien.
Sunell var ministeriets protokollchef 1976–1979, varefter han utnämndes till ambassadör i Ottawa. Han blev ambassadör i Paris 1983–1986, var därefter inspektör av ambassaderna 1986 och administrativ understatssekreterare 1987–1990. Han avslutade sin diplomatkarriär som ambassadör i Rom 1990–1993.
Till Sunells åtskilliga administrativa uppdrag hörde arkitekttävlingen för ett nytt ambassadbygge i New Delhi; han var prisnämndens sekreterare 1963. Han var dessutom ordförande 1975–1976 för den arbetsgrupp som lade fram förslag om enhetlig karriärgång inom utrikesministeriet. Slutligen var han 1987–1990 ordförande för den nämnd som väljer nya attachéaspiranter.